# Mesa del Laurel
Mesa del Laurel är en ort i Mexiko.   Den ligger i kommunen Coatepec och delstaten Veracruz, i den sydöstra delen av landet, 220 km öster om huvudstaden Mexico City. Mesa del Laurel ligger 2 771 meter över havet och antalet invånare är 114.
Terrängen runt Mesa del Laurel är kuperad åt nordost, men åt sydväst är den bergig. Runt Mesa del Laurel är det ganska tätbefolkat, med 166 invånare per kvadratkilometer. Närmaste större samhälle är Xalapa, 16,4 km öster om Mesa del Laurel. I omgivningarna runt Mesa del Laurel växer huvudsakligen savannskog.